# 12人の浮かれる男
『12人の浮かれる男』（12にんのうかれるおとこ）は、筒井康隆作の戯曲。またそれを表題作とする戯曲集。

## 概要
『十二人の怒れる男』のパロディ、オマージュとして執筆された。雑誌『GORO』（小学館）に小説形式で発表されたものが最初で、劇場公演にあたって、戯曲形式に変更された。戯曲集『筒井康隆劇場 12人の浮かれる男』のあとがきにて、筒井は元である『十二人の怒れる男』が映画でありそれを舞台化したものであるから小説形式のものは今後の単行本に収録する気がない旨を記している。
「もし日本にも陪審員制度が復活したら?」という架空の設定で描かれる法廷劇。
『十二人の怒れる男』が有罪容疑の固い少年の裁判で証拠の疑わしい点を一つ一つ再検証し無罪の判決を下すのに対し、無罪の濃厚な被告を12人の男が有罪にしてしまうところが最大の相違点となる。

## あらすじ
日本に陪審員制度が復活して最初の裁判が行われることになった。
父親を殺害した容疑で起訴された被告には完璧なアリバイがあり、公判で弁護士が熱弁したようにその人間性からも犯行は考えられなかったため、陪審員の皆にやる気が無かったが、陪審員控室で陪審員4号が「復活第1回の陪審員制度であり、マスコミも注目している。無罪だと面白くないから有罪」と言い出したあたりから話はおかしくなる。躍起になって事件の粗探しを始め、支離滅裂な理屈と勢いでアリバイを突き崩してしまう。
最後まで無罪票を投じていた陪審員10号だったが、2年前に行った汚職の話を陪審員6号に持ち出されたため、仕方なく有罪票を投じることに。
全員一致で有罪評決が出たので、陪審員の全員は「良かった、良かった」と陪審員控室を出て行く。

## 登場人物
陪審員1号陪審員長。私鉄の駅員。
陪審員2号内科の医者。
陪審員3号生命保険会社の課長補佐。
陪審員4号喫茶店経営者。
陪審員5号銀行員。
陪審員6号教材卸商。
陪審員7号商事会社の社員。
陪審員8号煙草屋の親爺。
陪審員9号ガソリンスタンドの店員。
陪審員10号小学校の教頭。
陪審員11号散髪屋。
陪審員12号小柄な聾唖の男。

## 書籍
- 『筒井康隆劇場 12人の浮かれる男』
「情報」、「改札口」、「将軍が目醒めた時」、「スタア」といった筒井の戯曲を収録。
あとがき、各戯曲の初演記録も収録されている。解説は川和孝。
  - 新潮社 1979年2月10日 ISBN 978-4103145080
  - 新潮文庫 1985年10月25日 ISBN 978-4101171180
- 『筒井康隆全集 第19巻 12人の浮かれる男・エディプスの恋人』
「12人の浮かれる男」、「ヒノマル酒場」、「発明後のパターン」、「善猫メダル」、「前世」、「逆流」、「死にかた」、「こぶ天才」、「裏小倉」、「上下左右」、「三人娘」、「廃塾令」、「ポルノ惑星のサルモネラ人間」、「エディプスの恋人」を収録。解説は内藤誠。
  - 新潮社 1984年10月

## 劇場公演

### 筒井康隆大一座
エー・アンド・ピーによるプロデュース公演。

#### 1978年
公演日1978年9月8日〜9月13日
会場三百人劇場
演出川和孝
出演入川保則、岩崎信忠、千葉順二（11号）、納谷六朗、筈見純、奥村公延（8号）、他

#### 1980年
公演日1980年8月25日〜8月28日
会場紀伊國屋ホール
演出川和孝
出演千田隼生（1号）、篠原大作（2号）、阪脩（3号）、納谷悟朗（4号）、松田章（5号）、 岩崎信忠（6号）、納谷六朗（7号）、里木佐甫良（8号）、村山明（9号）、筈見純（10号）、千葉順二（11号）、中野順二（12号）

#### 1985年
公演日1985年2月4日〜2月24日
会場博品館劇場
演出川和孝
出演千田隼生（1号）、篠原大作（2号）、磯秀明（3号）、阪脩（4号）、山崎哲也（5号）、 納谷悟朗（6号）、納谷六朗（7号）、沢りつお（8号）、村山明（9号）、筈見純（10号）、千葉順二（11号）、佐々木義高（12号）

### 劇団ムーンライト公演
劇団ムーンライトによる公演。
「男性版」と出演者を女性に換えた「女性版」とを公演した。
公演日2003年6月12日〜6月15日
会場新宿スペース107
演出野沢雅子
出演
男性版
上田恭司（1号）、三和精（2号）、大内貴弘（3号）、宮下道央（4号）、吉浦久司（5号）、 熊岡正浩（6号）、中村良（7号）、三次文知（8号）、阪田智靖（9号）、仁古泰（10号）、山崎剛（11号）、丸山幸一（12号）
女性版
梅村恵子（1号）、祝龍実（2号）、白川浪子（3号）、宮地貴子（4号）、和田みちる（5号）、小田真由美（6号）、水沢史絵（7号）、杉田七重（8号）、市村奈絵（9号）、岩本里夏（10号）、隠岐めぐみ（11号）、野村佳代（12号）